# Araucosimus superbus
Araucosimus superbus är en tvåvingeart som beskrevs av Cortes 1945. Araucosimus superbus ingår i släktet Araucosimus och familjen parasitflugor. Inga underarter finns listade i Catalogue of Life.